# 魏堯年
魏堯年（？—？），清朝官員，本籍直隸。監生出身。

## 生平
魏堯年於1803年（嘉慶8年）接替程文炘，於台灣台北地區擔任台灣府淡水廳新莊縣丞一職，是大台北地區的地方父母官。